# Кастера
Кастера́ (фр. Castéras) — коммуна во Франции, находится в регионе Окситания. Департамент коммуны — Арьеж. Входит в состав кантона Ле-Фосса. Округ коммуны — Памье.
Код INSEE коммуны — 09083.

## Население
Население коммуны на 2008 год составляло 31 человек.
| 1962 | 1968 | 1975 | 1982 | 1990 | 1999 | 2008 |
| ---- | ---- | ---- | ---- | ---- | ---- | ---- |
| 33   | 37   | 35   | 28   | 22   | 30   | 31   |

## Экономика
В 2007 году среди 17 человек в трудоспособном возрасте (15—64 лет) 13 были экономически активными, 4 — неактивными (показатель активности — 76,5 %, в 1999 году было 62,5 %). Из 13 активных работали 10 человек (5 мужчин и 5 женщин), безработными были 3 мужчин. Среди 4 неактивных 1 человек был учеником или студентом, 2 — пенсионерами, 1 был неактивным по другим причинам.